# Équitation classique

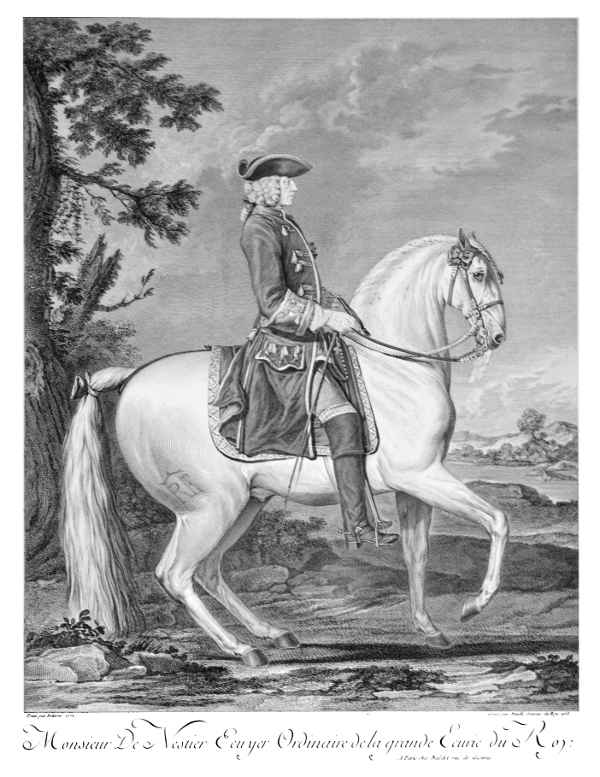
Cazeaux de Nestier, écuyer préféré de Louis XV.

L’équitation classique, encore nommée haute équitation, est un art équestre qui plonge ses racines principalement dans l'équitation de la Grèce antique et dans celle de la Renaissance, dont les règles ont été fixées au XVIIe siècle. Il a été qualifié de « classique », a posteriori, en référence à un mouvement littéraire et artistique français, le classicisme. Elle est aussi appelée équitation académique.
L'équitation classique est décrite comme « l'art d'instruire les chevaux pour tous les usages, services, que l'utilité et le plaisir de l'homme exigent » dans le respect de la raison et en quête d'un équilibre reposant sur le naturel et l'harmonie. Elle ne doit pas être confondue avec la monte instinctive.
Discipline exigeante, elle nécessite du cavalier une grande douceur, un long apprentissage et une parfaite maîtrise des aides « afin de conserver, tant qu'il sera possible, le courrage, le naturel et l'allégresse du jeune cheval ».

## Définition
Une pratique aisée est le fondement de l'équitation classique. Elle nécessite un savoir accumulé par un long apprentissage et exige de connaitre l'usage des aides ainsi que la psychologie et la physiologie animale. Pour se placer convenablement en selle, l'homme de cheval doit connaitre les règles qui déterminent la position, son esprit les concevant en même temps que son corps s'y accoutume, la théorie et la pratique s'assistant mutuellement. L'équitation classique ne serait qu'un sport et un savoir-faire si elle ne résultait seulement de techniques éprouvées. Elle devient un art par le talent et le sentiment qu'elle exige de l'écuyer et par la beauté du spectacle équestre.

## Histoire de l'équitation classique

### Xénophon - les fondements de l'équitation classique -

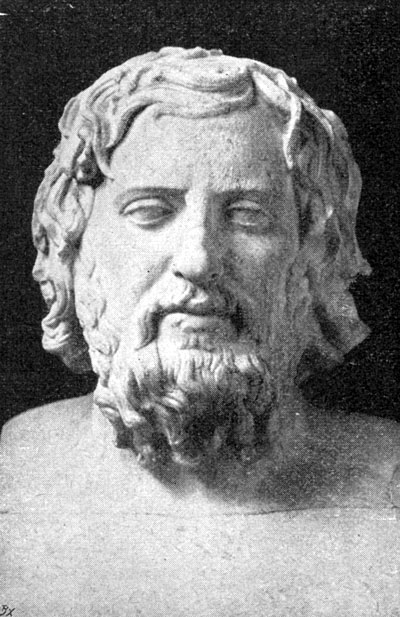
Xenophon, auteur du plus célèbre des traités d'équitation antiques, au

Les écrivains hippiques reconnaissent en Xénophon, né v. 426 ou 430, mort v. 355 av. J.-C., une sorte de père spirituel. Ses écrits L'Équitation et L'Hipparque sont les premiers qui nous soient parvenus dans leur intégralité traitant de la manière de dresser les chevaux, pour la guerre et pour la parade.
Il y pose des principes qui seront les fondements de l'équitation classique :
- La douceur dans l'emploi des aides :

« Si l’on veut avoir un cheval de guerre qui attire les regards par de magnifiques allures, il faut s’abstenir de lui tirer la bouche avec le frein et d’user de l’éperon et du fouet, moyens par lesquels la plupart des gens s’imaginent faire briller un cheval ; en réalité l’effet qu’ils produisent est tout le contraire de celui qu’ils attendent. »
- La méthode et le principe d'imitation de la nature :

« … si l’on apprend à son cheval à marcher avec la bride lâche, à relever le cou, en se courbant à partir de la tête, on lui fait justement faire alors des choses dont il se réjouit et dont il est fier. Et la preuve qu’il y prend plaisir, c’est que, lorsqu’il veut parader près d’autres chevaux, surtout si ce sont des juments, il relève alors le cou très haut, ramène sa tête avec fierté, lève les jambes avec souplesse et porte la queue haute. Quand donc on le pousse à prendre l’allure qu’il se donne lui-même, lorsqu’il fait le beau, il devient joyeux de courir et prend une allure magnifique et fière qui attire sur lui les regards. »
- La descente de main :

« …dès que tiré en arrière, il lève le cou, il faut aussitôt lui rendre la main… »

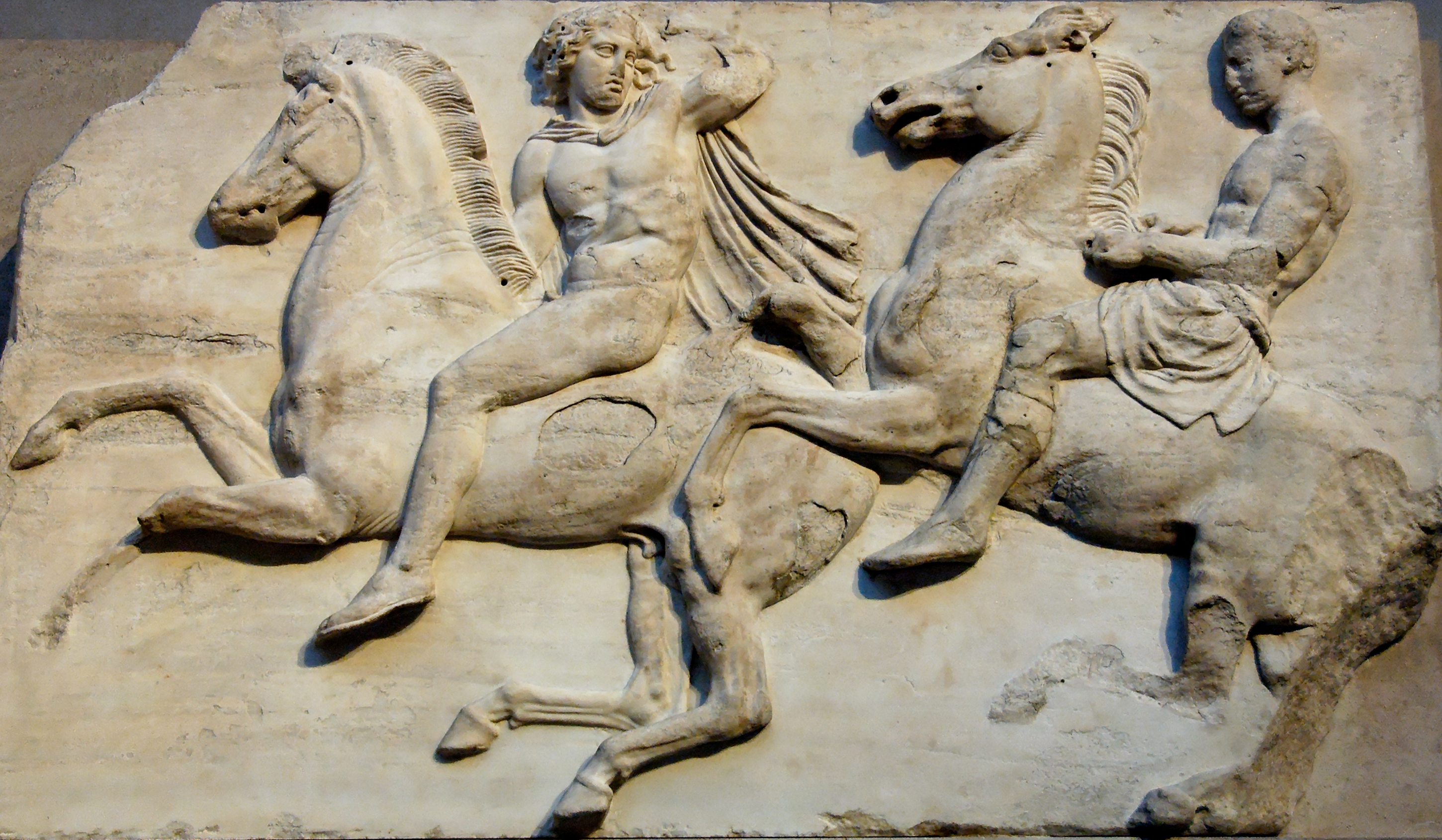
Frise du Parthenon, chevaux à la parade.

- L'objectif n'est pas uniquement militaire :

« C’est déjà montés sur de tels chevaux qu’on représente les dieux et les héros, et les hommes habiles à les manier ont tout à fait grand air. Et en effet un cheval qui s’enlève est un spectacle si beau, si étonnant, si merveilleux qu’il retient les regards de ceux qui le voient. »

### Le Moyen Âge
L'équitation classique apparaît en Espagne au Moyen Âge. Les luttes de la Reconquista y mettent aux prises les chevaliers chrétiens et les cavaliers maures. Il se peut que ces derniers y aient introduit la monte à la gineta, du nom des ginètes, une tribu arabe qui a traversé le détroit de Gibraltar pour combattre les chrétiens. Le nom du genet d'Espagne donné au cheval ibérique jusqu'au XIXe siècle a la même origine. L'équitation pratiquée par ces cavaliers était très différente de celle des cavaliers du nord de l'Europe. Le cavalier, les étriers chaussés courts, faisait exécuter à son cheval de brusques changements d'allure, des pirouettes au galop et des mouvements de côté. Dans l'embuscade, il utilisait l'escarmouche et l'esquive au lieu de la charge. Combattant de l'épée et de la javeline et non plus de la lance, son cheval devait être rassemblé pour pouvoir s'arrêter à tout moment, faire demi-tour, en étant conduit d'une seule main.
À la même époque, une équitation propre à l'affrontement avec le taureau se développe. Les combats taurins montés sont apparus au XIIe siècle, permettant aux jeunes aristocrates de prouver leur bravoure et leur adresse. Pour cette pratique, le cheval doit avoir de l'impulsion, de la générosité et de la vaillance, mais il doit aussi être mobile, c'est-à-dire assis sur ses hanches, apte aux accélérations foudroyantes, aux demi-tours et aux déplacements de côté. Alors qu'il manie sa monture d'une seule main, le cavalier doit chercher à favoriser son équilibre, l'ayant exercé à réagir à la rêne d'appui et aux déplacements de l'assiette. Les prémices d'une équitation classique, dans laquelle le cheval andalou montre toujours de belles dispositions, apparurent alors. Son aptitude au rassembler, l'engagement naturel de ses postérieurs sous la masse, un naturel fait de courage et de docilité, le prédisposaient à cet exercice.

### La Renaissance

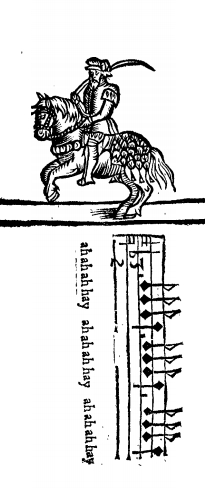
Gravure de La manière de bien emboucher, manier et ferrer les chevaux (ed. 1564). Le port d'une plume à la place de la gaule symbolise la légèreté aux aides et des notations musicales permettent de restituer la notion de cadence dans les mouvements du cheval.

L'équitation classique, qui naquit en Espagne vers le XIIe siècle, gagna l'Italie quand le roi d'Espagne, après les guerres contre les Français, occupa le trône du Royaume des deux Sicile, à Naples. L'adresse à cheval de ses courtisans fit l'admiration des Italiens qui cherchèrent à les imiter.
La Renaissance, qui vit le passage de la chevalerie à l'équitation classique ou académique, fut une période favorable à l'émergence et la diffusion d'une équitation savante pour plusieurs raisons :
- L'apparition de la poudre à canon au XIIIe siècle a modifié les tactiques de la cavalerie et entrainé le déclin de la cavalerie lourde. Dès le XVIe siècle, l’infanterie décidera essentiellement du sort de la bataille. il ne suffisait plus de charger l'ennemi ventre à terre, mais d'avancer vers un fantassin, de s'arrêter face à lui pour faire feu, puis de faire demi-tour avant de repartir au galop, technique appelée en France le "caracol". Pour y parvenir, le cheval devait être dressé. À l'origine, les airs de manège avaient pour objectif d'obtenir une soumission parfaite du cheval de guerre ainsi que de le rendre maniable. Les sauts d'école étaient une garantie de la tenue parfaite du cavalier au combat[5].
- L'invention de l'imprimerie par Gutenberg a également eu un rôle important en permettant de transmettre rapidement des savoirs qui étaient transmis jusqu'alors de façon orale. De nombreux écuyers purent alors établir une doctrine et la répandre en Europe, apportant une rationalisation théorique à un enseignement qui était jusqu'alors oral et empirique[5].
- Cette période a aussi été celle d'un nouvel intérêt pour la culture antique. Le livre imprimé a aussi permis au plus grand nombre de connaitre les auteurs anciens. Le plus célèbre auteur équestre de l'antiquité, Xénophon, a ainsi décrit un air relevé qui prendra alors le nom de pesade[5].
- La disparition des tournois après la mort du roi Henri II et celle d'Henri de Bourbon en 1559, prince de sang, écrasé par son cheval le 20 janvier 1566, favorisa l'apparition de carrousels dans lesquels les anciens "tournoyeurs" voulurent briller[5].
- Nombre de jeunes gentilshommes partent faire le Grand Tour, favorisant les échanges culturels et artistiques dans toute l'Europe.
- Les académies d'équitation, apparues d'abord à Naples, Rome et Ferrare à partir de 1552 et en France à la fin du XVIe siècle, développent une pratique équestre faite de légèreté, de précision et d'élégance. Cette équitation de cour et de paraitre favorise le développement des airs relevés et leur pratique dans l'Europe entière[5].

Le saut d'école constitue le plus haut degré d'achèvement de cette équitation.
En Allemagne, Georg Engelhard von Löhneysen publie en 1588 Die neue eröffnete Hof, Kriegs und Reitschule, ouvrage qui contient des conseils sur l'élevage, les soins aux chevaux et les races, ainsi que sur l'équitation proprement dite. Cet ouvrage se caractérise par une théorie et une conception primitives, ainsi que des moyens d'une brutalité égale à celle des premiers Italiens. Il est considéré comme le fondateur de l'équitation allemande. Au Portugal, Dom António Luís de Meneses, marquis de Marialva, est celui qui illustre le mieux cette équitation classique.

#### La Renaissance italienne

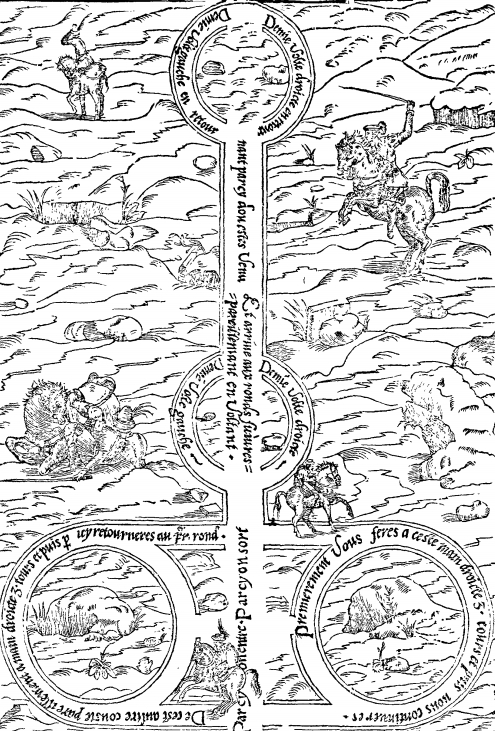
Gravure de L'écurie du Sir Frederico Grisone (éd. 1615).

C'est en Italie, dans les villes de Naples et de Ferrare, qu'apparurent les premières académies équestres de renom.
Le royaume de Naples, carrefour de plusieurs traditions, passé sous le contrôle des Byzantins après la chute de l'Empire romain d'Occident, conservait l'héritage de la Grèce antique. En 1435 René d'Anjou hérite du royaume qui fut conquis par Alphonse V d'Aragon dès 1442. Les Espagnols y importent l'équitation à la genète et le genêt d'Espagne concurrent du cheval napolitain ainsi qu'une aristocratie qui pratiquait en Espagne, dans les tournois, des combats contre le taureau nécessitant une équitation basée sur la vélocité et la maniabilité du cheval.
En 1550, Federico Grisone, gentilhomme napolitain publie le premier traité équestre imprimé "Gli ordini di cavalcare". Ce traité d'équitation et d'embouchures en italien a obtenu un succès prodigieux, et a eu de très nombreuses éditions dans toutes les langues de l'Europe. Il a été publié la première fois en français sous le titre "L'écuirie du Sir Frederic Grison…" en 1559, des traductions en espagnol, portugais, allemand et anglais concrétisèrent ce succès.
En 1534, un autre gentilhomme Cesare Fiaschi crée à Ferrare une école d'équitation. Son ouvrage Trattato dell'imbrigliare, atteggiare, & ferrare cavalli, écrit en italien, eut de très nombreuses éditions et fut l'objet de plusieurs traductions françaises sous le titre La manière de bien emboucher, manier et ferrer les chevaux. La première édition en italien de 1556 est dédiée au roi de France Henri II.
Gianbatista Pignatelli, élève de Cesare Fiaschi, issu d'une noble famille napolitaine, fonde une académie à Naples. Sa notoriété est telle qu'on y vient de l'Europe entière. Il eut comme élèves les écuyers français Salomon de La Broue et Antoine de Pluvinel.
Les statues équestres de condottieri, comme celle de Gattamelata à Padoue, sculptée par Donatello, et celle de Colleoni érigée à Venise qui fut sculptée par Verrochio, montrent des personnages pleins de force et de puissance qui mènent des chevaux bien dressés dont la détermination est traduite par leur engagement au pas. Ils sont montés en bride, d'une main légère. Colleoni a toutefois une monte plus classique et son cheval est plus rassemblé que celui de Gattamelta dont l'équitation apparait plus médiévale, jambes en avant et éperons très longs.

#### La Renaissance française

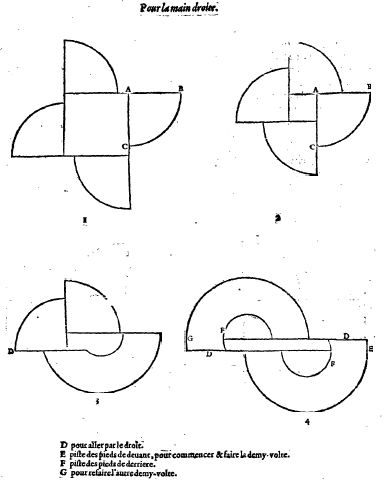
La volte carrée réduite en pirouette. Des Préceptes du Cavalerice françois, Salomon de La Broue (ed.1610).

À cette époque, l'influence italienne est très importante en France dans tous les domaines y compris celui de l'équitation. L'équitation savante prend son essor lorsque François Ier découvre que dans l'Italie de 1515, avoir des rênes « plein les mains » est considéré comme une survivance des siècles barbares. De nombreux Italiens sont présents à la cour de France notamment dans la suite de Catherine de Médicis, tandis que beaucoup de jeunes gentilshommes partent faire le Grand Tour en Italie et s'instruisent dans les académies italiennes et en particulier à Naples.
En 1547 Henri II aurait jeté les premiers éléments d'une académie d'équitation. En 1571 ou 1572 Henri III envoie son écuyer M. de Sourdis acheter 50 chevaux en Italie pour 40 000 écus. Sourdis aurait ramené avec lui le gentilhomme français Antoine de Pluvinel alors élève de l'Italien Gianbatista Pignatelli dans une académie napolitaine.
En 1593 est publié le traité de Salomon de La Broue, qui fut écuyer ordinaire de la Grande Écurie du Roi"Des Préceptes du Cavalerice françois", premier traité d'équitation écrit par un écuyer français. Introduisant le terme italien de cavalerice pour le différencier de l'écuyer, homme de guerre, il dépasse le modèle de ses prédécesseurs presque exclusivement destiné au dressage du cheval de guerre. Il inaugure en France l'équitation académique et rejette l'emploi de la force et la contrainte.

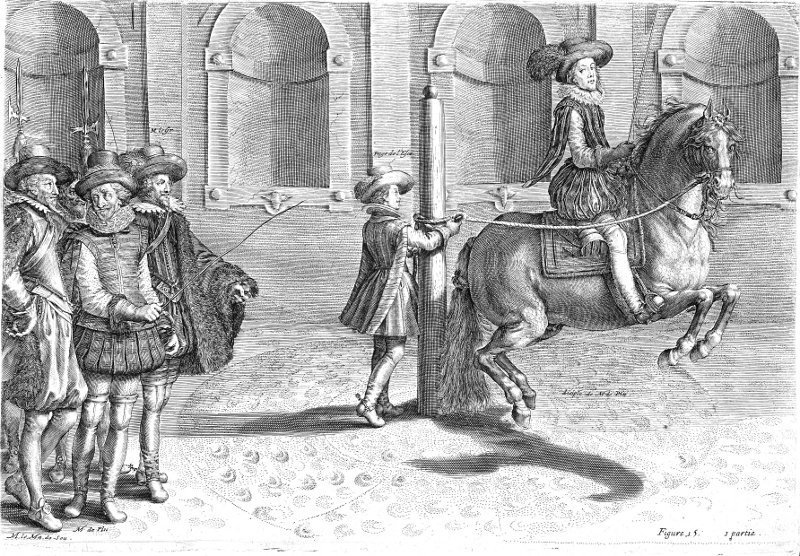
Travail au pilier unique (L'instruction du roi en l'exercice de monter à cheval, Antoine de Pluvinel - ed. 1625)

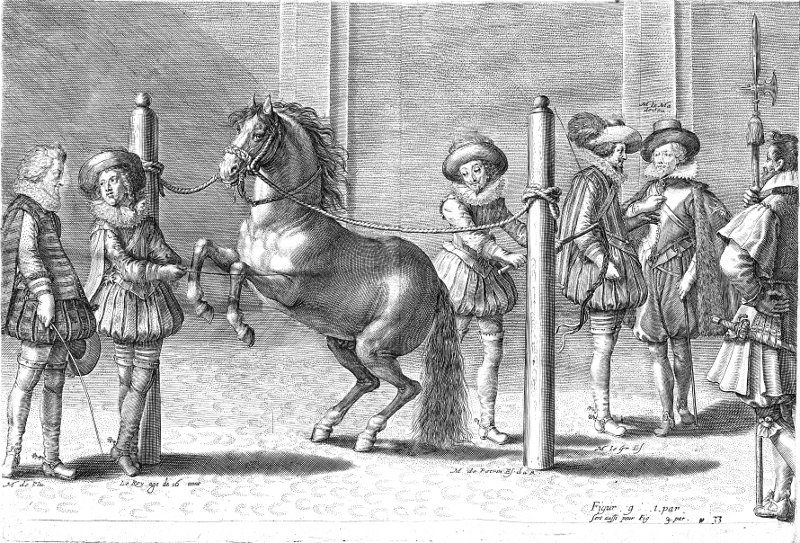
Courbette dans les piliers (L'instruction du roi en l'exercice de monter à cheval, Antoine de Pluvinel - ed. 1625)

- En 1594, Antoine de Pluvinel premier écuyer ordinaire sous Henri III et Henri IV, est autorisé à fonder à Paris une Académie destinée à perfectionner la noblesse française dans « l'exercice de monter à cheval ». Dans cette académie son enseignés outre l'art de l'équitation, les mathématiques, la littérature, la poésie, la peinture et la musique; toutes disciplines indispensables pour la formation de la noblesse à "l'art de gouverner". Cette académie fonctionnera jusqu'à son décès en 1620 sis 177, rue Saint-Honoré. Sa réussite fut telle que d'autres écoles s'ouvrirent dans le même quartier, comme celles créées par Pierre de Hannique à proximité du palais-Cardinal ou par le Sieur Benjamin non loin de la rue des Bons-Enfants. Deux archers des gardes écossaises, Pierre Laboureur et Samson d'Aubarède s'installèrent à côté de la place Royale[16].

### LeXVIIesiècle
À la fin du XVIe siècle l'enseignement de l'équitation d'école faisait partie intégrante de l'éducation de "l'homme de qualité". Partout en Europe s'ouvraient des académies.
En 1612, est donné place Royale, future place des Vosges, à l'occasion des fiançailles de Louis XIII et d'Anne d'Autriche un grand carrousel ordonnancé par Antoine de Pluvinel. La présentation de la belle équitation fait partie des fastes de la couronne.
En 1623 L'ouvrage auquel Antoine de Pluvinel travaillait sera publié hâtivement après sa mort, sous le titre "le maneige royal", puis largement remanié et enrichi en 1625 par son ami Menou de Charnizay, avec le titre "l'instruction du roi en l'exercice de monter à cheval".
Sous le règne de Louis XIII qui fut élève de Pluvinel, des académies s'installent sur la rive gauche de la Seine, rue de l'université, autour de Saint-Sulpice et à l'orée du tout nouveau faubourg Saint-Germain. Dans ces académies équestres, les hommes de cheval perpétuent la tradition de la chevalerie qui, par tradition, ne peut être que montée.
En 1680 est créée l'École de Versailles par la réunion à Versailles de la petite écurie et de la grande écurie du roi.
Au XVIIe siècle c'est la France qui donne le ton et non plus l'Italie, morcelée en principautés rivales. L'équitation à la française se démarque radicalement de ses origines italiennes essentiellement orientées vers l'art de la guerre. Deux grands noms dominent cette période : Pluvinel et Newcastel . Par son rôle et ses écrits Antoine de Pluvinel s'imposa comme le chef de l'école française. La Méthode nouvelle pour dresser les chevaux, de William Cavendish (1er duc de Newcastle), publiée en Français en 1667 suscita peu d'intérêt dans son pays l'Angleterre, plus intéressée par la chasse et les courses que par l'Art équestre. Ses méthodes basées sur l'utilisation d'enrênements, coulissants mais contraignants, peu compatibles avec la recherche du naturel influencèrent peu l'école française où l'utilisation de ces artifices n'a jamais été traditionnelle, mais influencèrent l'équitation des autres pays d'Europe notamment les équitations Allemandes et Portugaises.
Pierre de La Noue, gentilhomme campagnard dont l'existence est révélée que par son Traité de dressage et d'équitation paru en 1620, montre une solide expérience, de la méthode et du sens critique qu'il exerce contre les Italiens "qui estrapassent si fort leurs chevaux". Il se sert des piliers avant la publication de Pluvinel et développe le dressage du cheval de guerre pour "l'assurer à toutes sorts d'armes entremeslées". François Delcampe, écuyer ordinaire de la grande écurie publie en 1658 l'Art de monter à cheval qui marque un progrès vers des principes simples et naturels.
La création de l'École de Versailles inaugure une nouvelle période ou le rayonnement de l'école française atteindra un niveau jamais égalé.

### La période des lumières

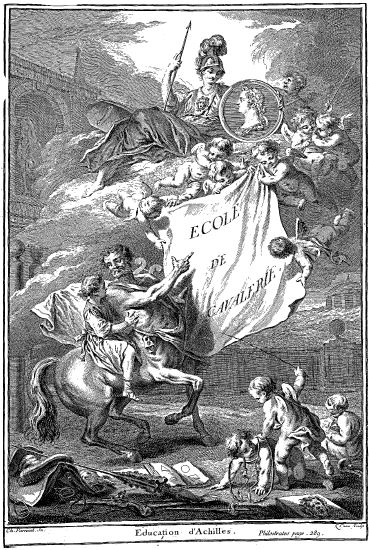
Frontispice de l’École de cavalerie de La Guérinière (ed. 1733).
La référence à l'antiquité grecque et à sa mythologie est évidente. Le centaure Chiron symbolise l'union morale et physique du cavalier et de son cheval, ainsi que la sagesse et la connaissance. Il porte sur son dos son élève le jeune Achille.

Au siècle des Lumières on assiste à la maturation des idées héritées de la Renaissance.
La raison et la rigueur deviennent inséparables d'une réflexion scientifique empreinte de cartésianisme.
La connaissance progresse.
C'est dans cette mouvance que s'inscrit l'équitation du XVIIIe siècle devenant moins empirique et plus rationnelle. L'équitation française atteint un niveau de sophistication sans précédent et l'école de Versailles un niveau de rayonnement jamais égalé. C'est la période où l'équitation compose avec la nature du cheval, la grandit et l'ennoblit. En respectant l'animal, le cavalier le hisse à des sommets inégalés de beauté, de grâce, de maîtrise de soi et d'élégance. L'idéal classique s'exprime dans cette équitation comme dans les autres arts. L'art équestre se diffuse dans toute l'Europe avec le baron Eisenberg qui fut Premier écuyer de l'Académie équestre de Lunéville jusqu'en 1737 et Manuel Carlos d'Andrade au Portugal.
- En 1715 François Robichon de La Guérinière ouvre une académie rue de Tournon à Paris. En 1730, il est nommé écuyer du Roi au Manège des Tuileries; son école avec celle de Versailles forge la réputation de l'école française. En 1733 paraît l'édition in folio de l'"École de Cavalerie. Contenant la Connoissance, l'Instruction et la Conservation du Cheval", de François Robichon de La Guérinière, illustré de gravures de Charles Parrocel. Cette « bible équestre», pour reprendre le terme consacré lui permet non seulement de codifier et de clarifier les principes de ses prédécesseurs, mais surtout de poser les bases d’une nouvelle école plus simple, plus naturelle et plus adaptée à l’usage habituel du cheval. Il est le premier à exposer que tous les chevaux ne sont pas capables du même travail, et que les exigences doivent être adaptées aux capacités du cheval. «…ceux à qui la nature a donné une bouche excellente, les hanches solides et les ressorts unis et liants… » ainsi que les « braves chevaux ». Le travail aux piliers, sans être abandonné, est supplanté par l'épaule en dedans qui permet l'engagement latéral simultané des antérieurs et des postérieurs et accroit, avec la souplesse du cheval, sa propension à trouver son équilibre sur les hanches. Les méthodes brutales et coercitives sont abandonnées, on recherche l'harmonie avec l'animal[3]. Cet ouvrage sera traduit dans plusieurs langues ; encore aujourd'hui il reste "La référence" pour l'équitation classique et en particulier pour l'École de Vienne.
- Le cavalier se redresse et ne prend plus appui sur ses étriers. Ces jambes sont toujours en avant, mais la légèreté de la main devient son principal souci, surtout si le mors est sévère ce qui est souvent le cas à cette époque. Le rassembler est le fondement de cette équitation qui cherche un équilibre sur des bases courtes. L'engagement des postérieurs est acquis par des exercices latéraux[3].
- Sous Louis XV, avec l'invention de la charge de cavalerie par Maurice de Saxe en 1724, le rôle de la cavalerie redevient déterminant sur le champ de bataille. La charge de cavalerie remplace la caracole, volte-face des cavaliers après avoir tiré sur l'ennemi. L'équitation classique, art de cour sophistiqué, n'est pas adapté aux nouveaux besoins de la cavalerie. Une nouvelle tendance apparaît dans l'équitation, celle de l'équitation militaire qui atteindra son apogée au XIXe siècle. En 1744 est créé à Versailles le manège des chevau-légers, où l'enseignement est axé sur l'équitation militaire. À sa création le manège est mis sous la direction de François de Lubersac, puis en 1747 sous celle de Montfaucon de Rogles. Jacques d'Auvergne écuyer en chef à l’École militaire de Paris de 1756 à 1788, est considéré comme le fondateur de l’équitation militaire française au XVIIIe siècle. Il rejette le travail rassemblé, dresse ses chevaux en simple filet jusqu’à ce qu’ils ne prennent plus aucun appui sur la main.
- En 1776 paraît La Science et l’Art de l’équitation de Charles Dupaty de Clam, officier de mousquetaire. Le premier, il fonde « la théorie de l’équitation sur les sciences physique, mécanique mathématiques et anatomique ». On trouve dans ses ouvrages les premières recherches sur la mécanique équestre[6].
- En 1778 paraît à titre posthume le "Traité d'équitation" de Montfaucon de Rogles, seul ouvrage écrit par un écuyer de l'école de Versailles. Dans cet ouvrage, l'auteur s'inspire étroitement de François Robichon de La Guérinière.
- Le 8 août 1793 (20 thermidor an I), la Convention nationale vote le décret de suppression de toutes les académies et sociétés littéraires, patentées ou dotées par la nation. L'école de Versailles ne rouvrira qu'en 1814. En 1796 le Directoire décide de créer à Versailles l'École nationale d’Équitation dont l'enseignement bien éloigné des principes de l'Équitation classique consistait à "prendre" et "rendre" et à laisser flotter les rênes quand le cheval marchait à peu près selon les désirs. Cette école prit en 1798 le titre d’École d’instruction des troupes à cheval.

### LeXIXesiècle
Au début du XIXe siècle la chute de l'Ancien Régime ayant provoqué l'émigration de la noblesse, il ne reste plus en France que quelques écuyers formés selon les principes de l'École de Versailles.
Avec la fondation de l'Ecole polytechnique chargée de former l'élite des officiers en 1794, les Écoles de cavalerie succèdent aux Académies. Il ne s'agit plus de plier une jeunesse turbulente aux exercices de manège, mais de rechercher une éducation plus variée mais parfois plus sommaire.
La mode du cheval de Pur-sang anglais plus adapté aux nouveaux besoins de la guerre et de la chasse, taillé pour la vitesse, à l'équilibre naturellement plus sur les épaules et aux allures plus rasantes que les chevaux de type barbes ou ibériques, influence fortement l'équitation.
Le XIXe siècle voit la fin définitive de l'École de Versailles. L'héritage de l'Equitation classique est en partie conservé à l’École de cavalerie de Saumur en parallèle de l'équitation militaire qui atteint son apogée et donne naissance à l'équitation sportive.
En 1814, le manège de Versailles rouvre sous la direction du vicomte d'Abzac. En 1824 un décret de Charles X crée l’École de Cavalerie à Saumur. L'année suivante, Jean-Baptiste Cordier en est nommé écuyer en chef; il y introduira les sauts d'école, renouant ainsi avec la tradition classique de Versailles.
L'École de Versailles est définitivement fermée en 1830. En 1836 est publié leTraité raisonné d’équitation, d’après les principes de l’école française d'Aubert qui y fixe par écrit les derniers enseignements de l'école de Versailles.
Un écuyer, François Baucher, bien qu'il ne revendique pas l'héritage de ses prédécesseurs, apporte par sa nouvelle méthode et ses inventions, de nouveaux moyens de dressage, adaptées au chevaux de type Pur-sang, qui contribuent fortement à un certain retour vers le classicisme de Versailles. En 1833, il publie un premier ouvrage, son Dictionnaire d’équitation. L'année 1842 est marquée par "l'affaire Géricault" qui déchaîne les chroniques et marque les divergences entre les partisans de Baucher et Antoine Cartier d’Aure, tous deux officiant comme écuyers à Paris. Cette querelle illustre le fossé existant entre deux écoles. D'Aure, recherche la vitesse et l'extension des allures, préconise le point d'appui sur la main, bien éloigné de l'enseignement classique. Baucher recherche le rassembler par l'engagement des postérieurs sous la masse et l'élévation de l'encolure, plus proche de l'enseignement classique.
En 1847 Antoine Cartier d’Aure, nommé écuyer en chef à l’École de Cavalerie, il fait évoluer les sauts d'école vers leur forme actuelle; seule la cabriole conservera la forme qu'elle avait à l'École de Versailles
Baucher est victime d'un accident au manège en 1855. Il est écrasé par la chute d'un lustre alors qu'il travaille un cheval à pied. Cela lui cause un handicap physique, et l'amène à formuler sa « deuxième manière » exposée à partir de la 12e édition de sa Méthode (1864) où les « forces instinctives » ne seront plus annihilées mais « réduites » voire « harmonisées ». C'est à cette époque que naît sa formule « main sans jambes, jambes sans main». C'est cette deuxième méthode, basée entre autres, sur la décomposition de la force et du mouvement, l'élévation de l'encolure qui prépare le ramener, qui sera principalement retenue de l'enseignement de Baucher et diffusée par ses disciples tels que François Faverot de Kerbrech puis Étienne Beudant.
Les continuateurs de l'École de Versailles furent allemands, comme Gustav Streinbrech et le baron Jean-Baptiste de Sind, brillant écuyer de la fin du XVIIIe siècle, né en Moravie dont les principes de dressage s’apparentent beaucoup à ceux de La Guérinière, qui exigeait de ses chevaux qu’ils soient rassemblés à l’extrême et qui pratiquait le passage et les airs de Haute Ecole. L'École Espagnole de Vienne continue à travailler en s'appuyant sur les principes de La Guérinière et conserve les principes de l'équitation académique, encouragée notamment Max de Weyrother qui la dirigea, mais aussi Chistian van Oeynhausen qui enseigna à Vienne et Louis Seeger à Berlin.

## Éléments caractéristiques de l'équitation classique

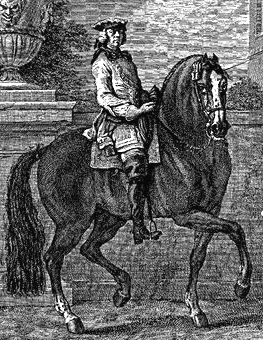
L'épaule en dedans - Le rassembler.

### L’épaule en dedans
La leçon de l’épaule en dedans, « qui est la plus difficile et la plus utile de toutes celles que l’on doit employer pour assouplir les chevaux », succède, avec La Guérinière, au travail au pilier unique de Pluvinel, sur la volte et le cercle sur deux pistes de La Broue et Newcastle, ce dernier reconnaissant lui-même que, dans le cercle la tête en dedans, « les parties de devant sont plus sujettes et plus contraintes que celles de derrière et que cette leçon met un cheval sur le devant ».
C’est pourquoi La Guérinière a cherché et trouvé « de tourner la tête et les épaules (du cheval) un peu en dedans vers le centre du manège, comme si effectivement on voulait le tourner tout à fait, et, lorsqu’il est dans cette posture oblique et circulaire, il faut le faire marcher en avant le long du mur, en l’aidant de la rêne et de la jambe de dedans : ce qu’il ne peut absolument faire dans cette attitude sans croiser ni chevaler la jambe de devant par-dessus celle de dehors, et de même la jambe de derrière de dedans par-dessus celle de derrière de dehors… ».

### Le rassembler et le ramener
À partir de la Renaissance on recherche un nouvel équilibre du cheval monté lui permettant de mieux déplacer sa masse dans n'importe quelle direction. Cet équilibre est obtenu par la modification du profil de la posture du cheval: le rassembler.
Le rassembler est obtenu par:
- une bascule du bassin, qui permet une meilleure prise en charge de la masse du fait de l'avancée des postérieurs,
- le reflux du bras de levier tête-encolure au-dessus des appuis antérieurs par l'élévation de l'encolure et la position du ramener.

Le ramener est la fermeture de l'angle de la tête avec l'encolure dont la base se relève et s'arrondit, la nuque restant le point le plus élevé. Il est dit complet quand le chanfrein atteint la verticale.

### La mise dans la main
La mise dans la main est une des caractéristiques de l'équitation classique.
Sa première description détaillée est due à Samuel Fouquet de Beaurepaire, écuyer de la grande écurie dès 1648 dans "Le Modèle du parfait cavalier", (ed. 1665):
« Le cheval se peut dire dans la main, lorsqu’il prend et garde si justement l’appui, que lorsque les rênes sont dans leur due égalité, tiennent et logent la tête avec une telle liberté et aisance, qu’il la porte incessamment en bon lieu, sans s’égarer de son devoir ; c’est-à-dire qu’il se ramène sans être gêné, qu’il porte haut sans qu’on puisse dire qu’il a le nez au vent, qu’il le baisse avec telle proportion que l’on ne puisse l’accuser de s’armer ou porter trop bas ; lorsqu’il jouit d’une liberté si entière que l’on ne puisse remarquer le moindre défaut à sa bouche ; lorsque sa facilité à suive la main et le poignet ne lui peut reprocher la moindre répugnance aux effets raisonnables de la bride ; lorsqu’il donne librement sa tête et son col au moindre mouvement du poignet ;… lorsqu’il aime et goûte si agréablement le mors. »
Dans la notion classique de mise dans la main, la main du cavalier accompagne le mouvement de la tête et de la bouche du cheval et le régule. Cette façon de procéder est purement française et s'oppose à une autre façon de procéder qui consiste pour le cavalier à fixer sa main de façon que le cheval cède dans son encolure et sa nuque. Dans le premier cas, la main du cavalier est fixe par rapport à la bouche du cheval, dans le deuxième la bouche du cheval est fixe par rapport à la main du cavalier. Ultérieurement on parlera dans le premier cas de mise en main et dans le second de mise sur la main.  
*Note de lecteur: A moins que ce ne soit le contraire et vice-versa. Une clarification de l'auteur serait bienvenue. 

### La descente de main
La descente de main est clairement explicitée par La Guérinière pour qui elle est « une aide des plus subtiles et des plus utiles de la cavalerie ». C’est une façon de rendre la main une fois le rassembler obtenu « …en lâchant un peu les rênes… ». Le cheval, qui se trouve alors entièrement libre, doit conserver sa posture.

### Les airs classiques
Les airs, ou allures de Haute école, se divisent en airs près de terre et airs relevés. Ils ont évolué au cours des XVIe siècle et XVIIe siècle pour atteindre leur plus haut degré de perfection au XVIIIe siècle.

#### Les airs près de terre ou airs bas
Les airs près de terre sont: le passage, la galopade, la volte sur deux pistes, la pirouette, le terre-à terre et le mézair.

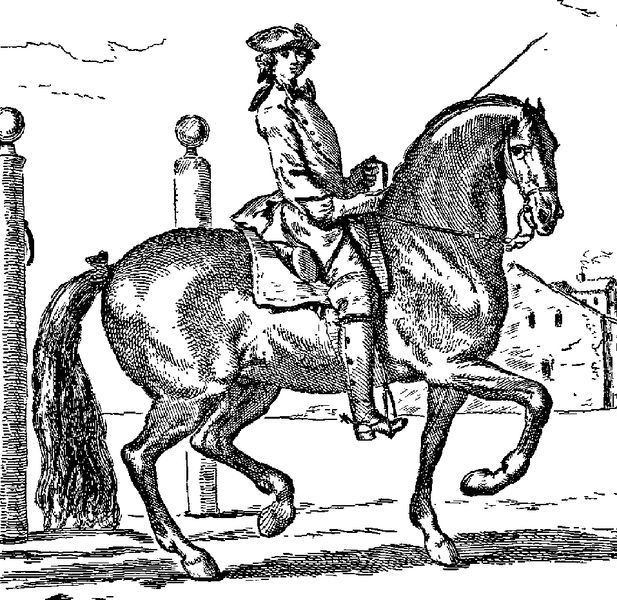
le passage
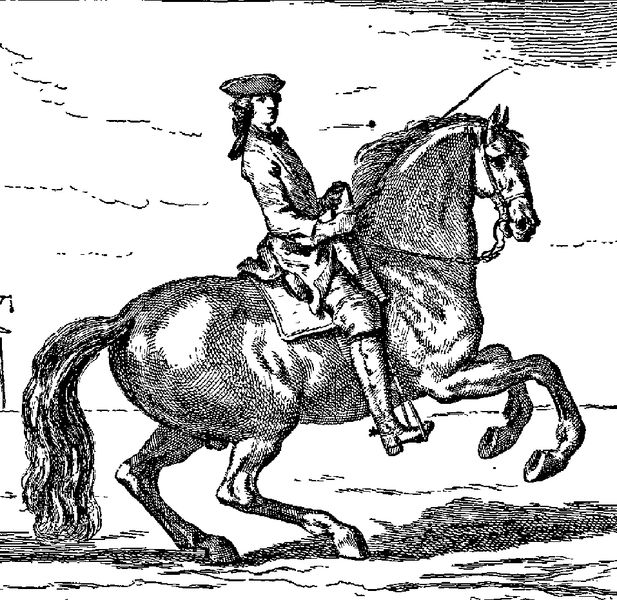
la galopade
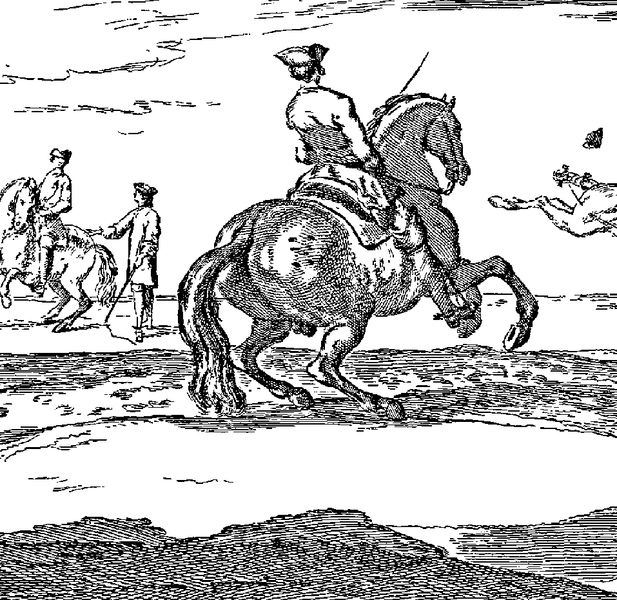
la volte
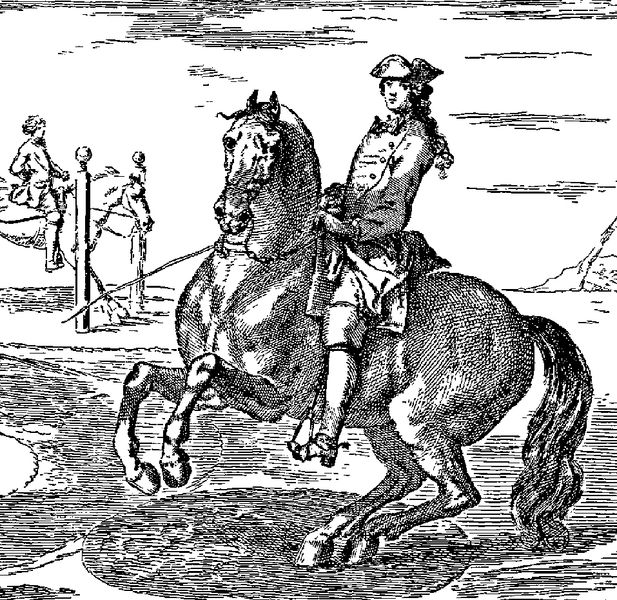
la pirouette
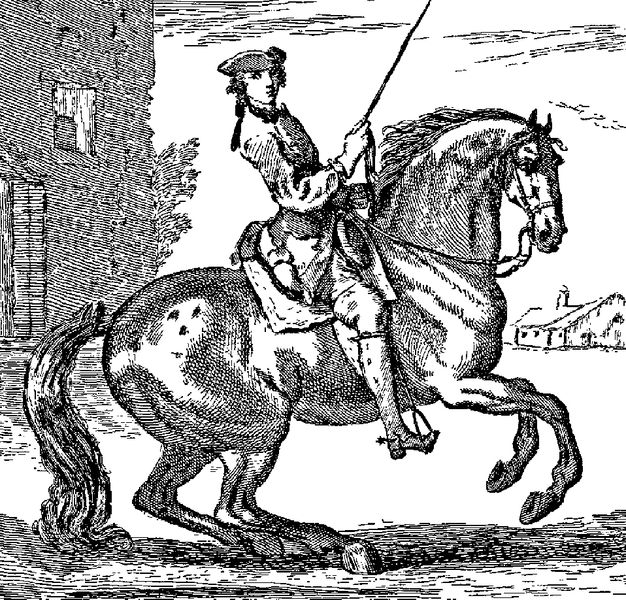
le terre-à terre
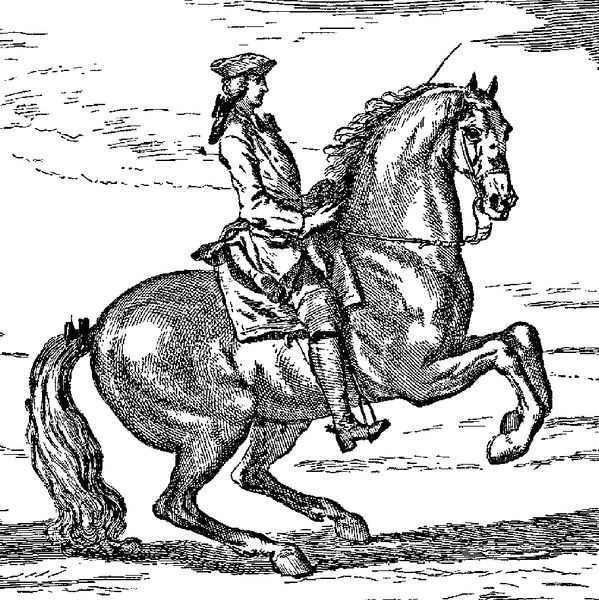
le mézair

#### Les airs relevés ou sauts d’école
Par airs relevés ou sauts d’école, on entend, par opposition aux airs bas ou près de terre, les mouvements au cours desquels le cheval élève son avant-main au-dessus du sol ou simultanément l'avant-main et l'arrière-main.
Ces airs ou sauts sont: la pesade, la courbette, la croupade, la balotade et la cabriole.

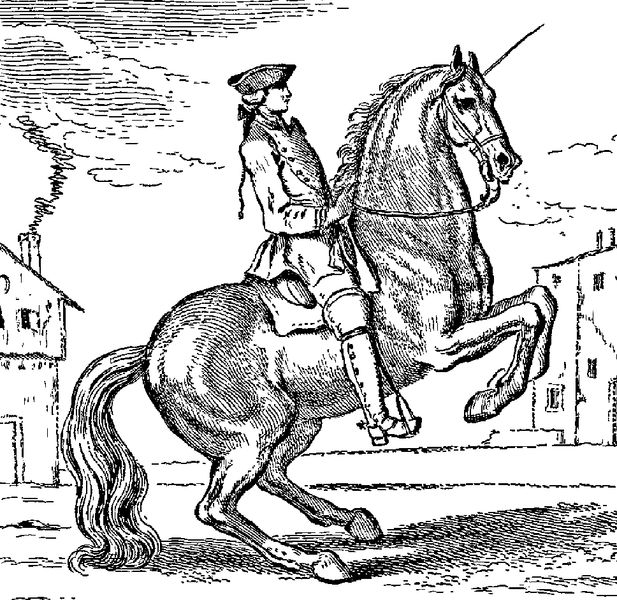
la pesade
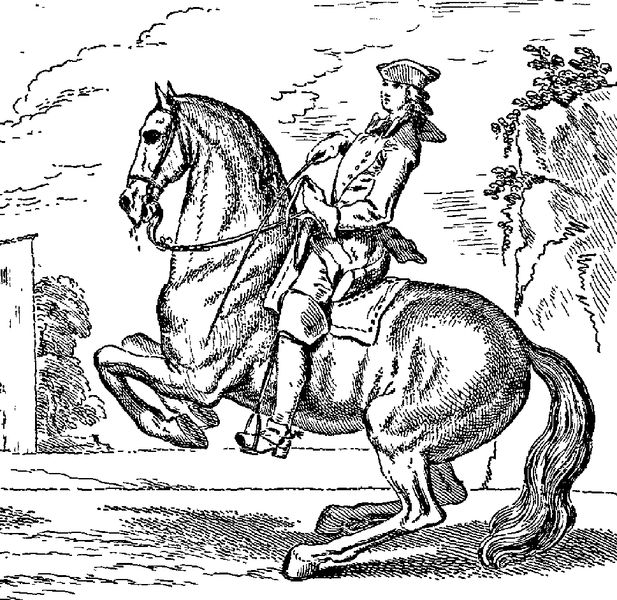
la courbette
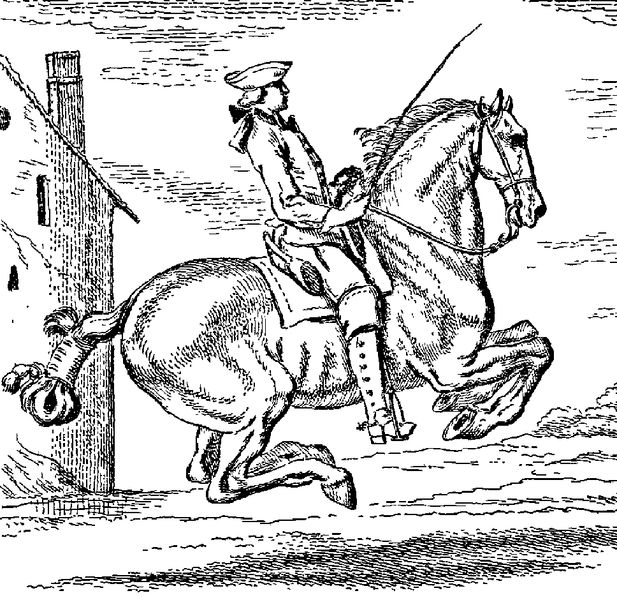
la croupade
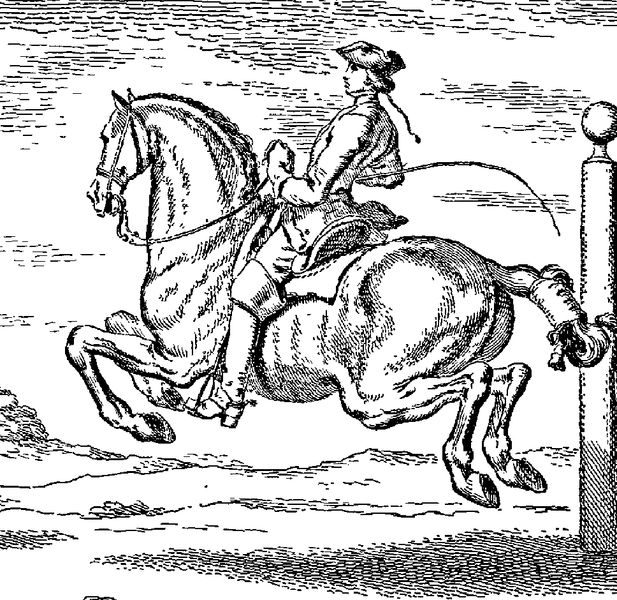
la balotade
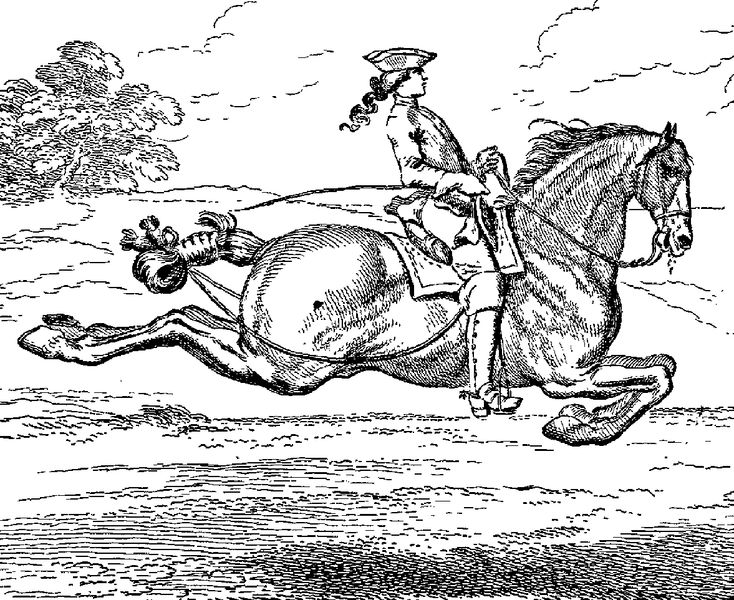
la cabriole

Ces mouvements sont réputés être issus de l'utilisation guerrière du cheval, il est cependant peu probable que ces airs aient été utilisés sous ces formes dans la bataille. Ils nécessitent une préparation du cheval et une concentration qui semblent impossibles à obtenir sur un champ de bataille. Ils en sont par contre certainement une stylisation. Les cabrioles, par exemple, bien qu'elles exposent le dessous du cheval aux armes des fantassins peuvent être une stylisation d'un mouvement que pouvait tenter d'obtenir de son cheval un cavalier, assailli par la piétaille, pour se dégager.

## L’équitation classique en Europe
En France, l'équitation classique a été influencée par l'équitation italienne de la Renaissance, mais très peu par les autres équitations européennes.
Dans le reste de l'Europe l'équitation a été influencée par l'équitation italienne, puis française, ainsi que par des écuyers nationaux comme Eisenberg en Allemagne, Andrade et Marialva au Portugal…
Hors de France, l'utilisation d'enrênements, préconisés par Newcastel est monnaie courante. Le rassembler semble être obtenu plus en fixant l'ensemble tête-encolure sur la main du cavalier, dès le début du dressage, que par l'accompagnement par la main du mouvement de la tête et de la bouche du cheval propre à l'équitation française.

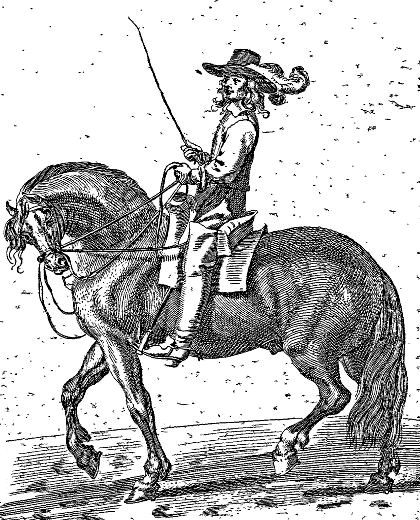
Newcastel
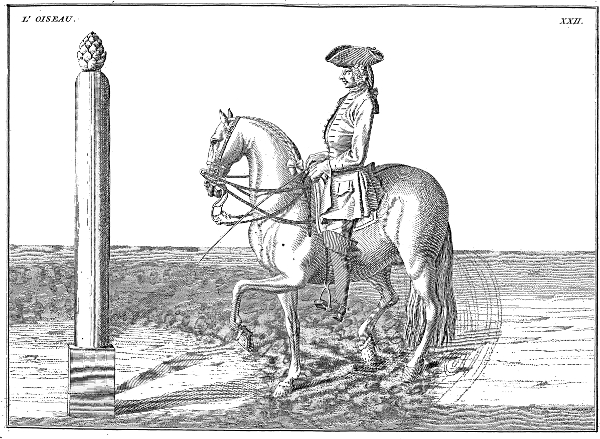
Eisenberg
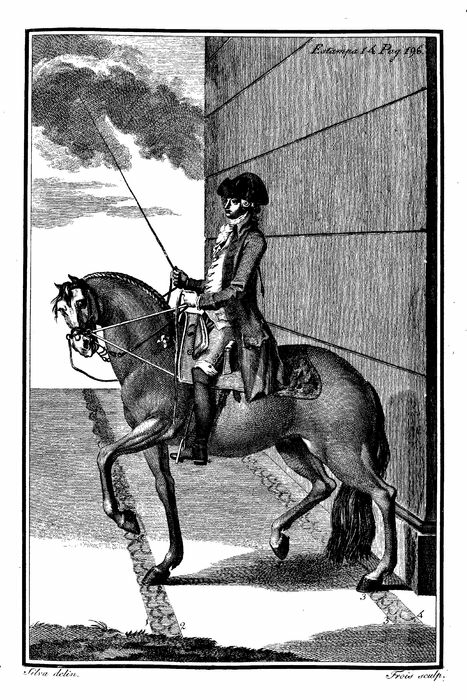
Andrade

En Espagne et au Portugal l'héritage de l'équitation tauromachique a fortement influencé l'équitation classique.
En Autriche, à l'école de Vienne créée en 1565, l'influence de l'équitation classique française est clairement revendiquée car les méthodes de dressage employées restent fondées sur les écrits de François Robichon de la Guérinière dans l'"École de Cavalerie".

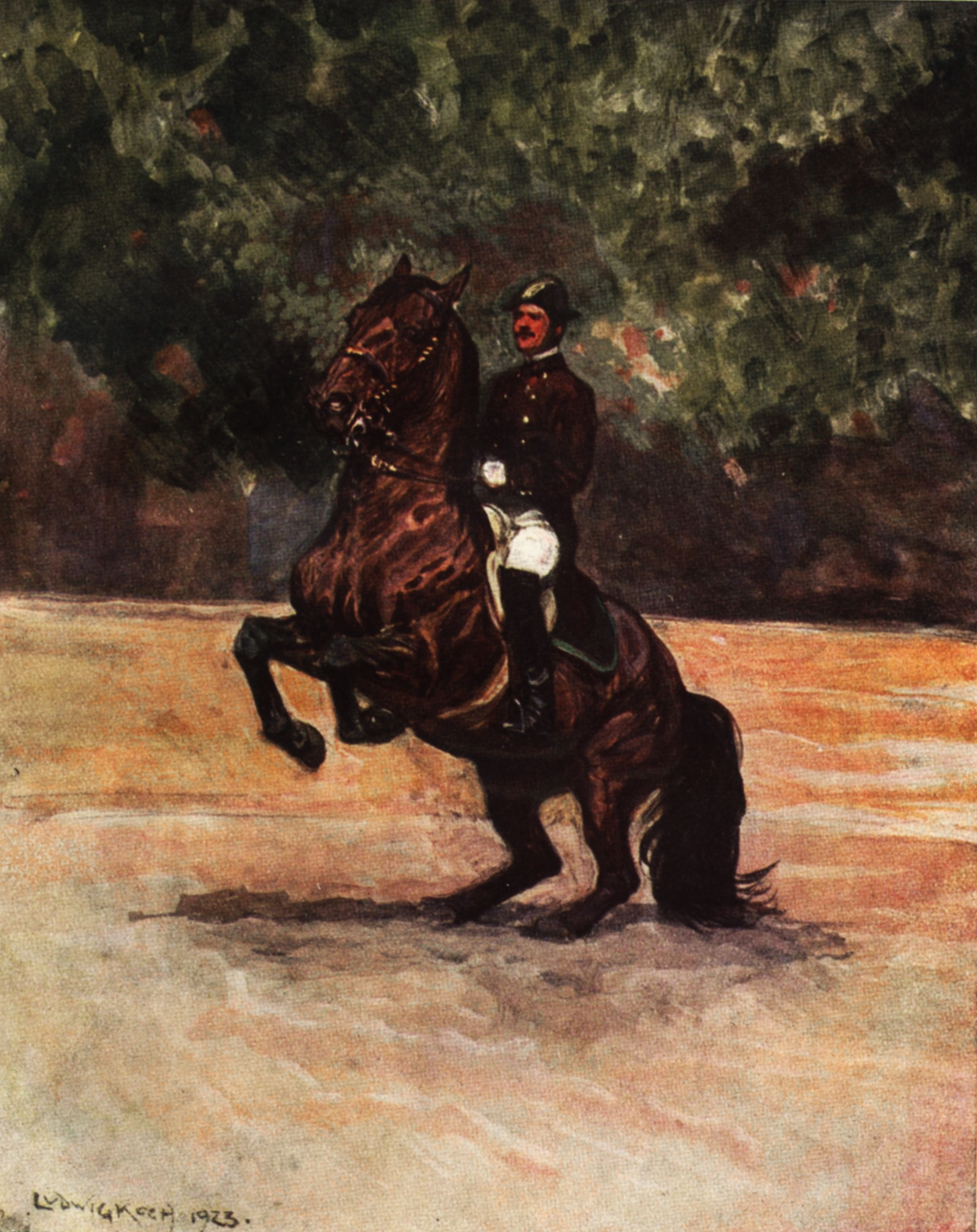
Levade (pesade)
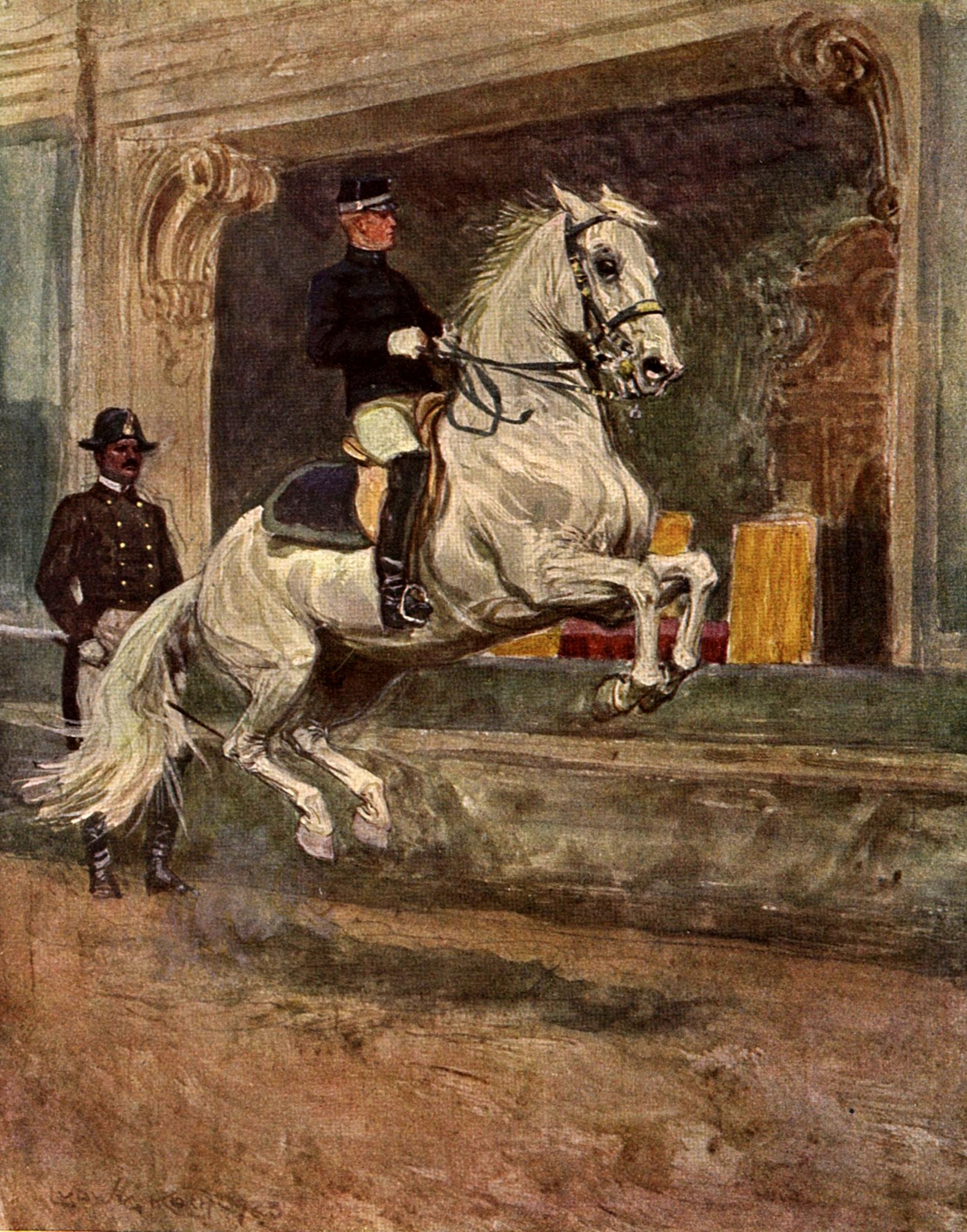
Croupade
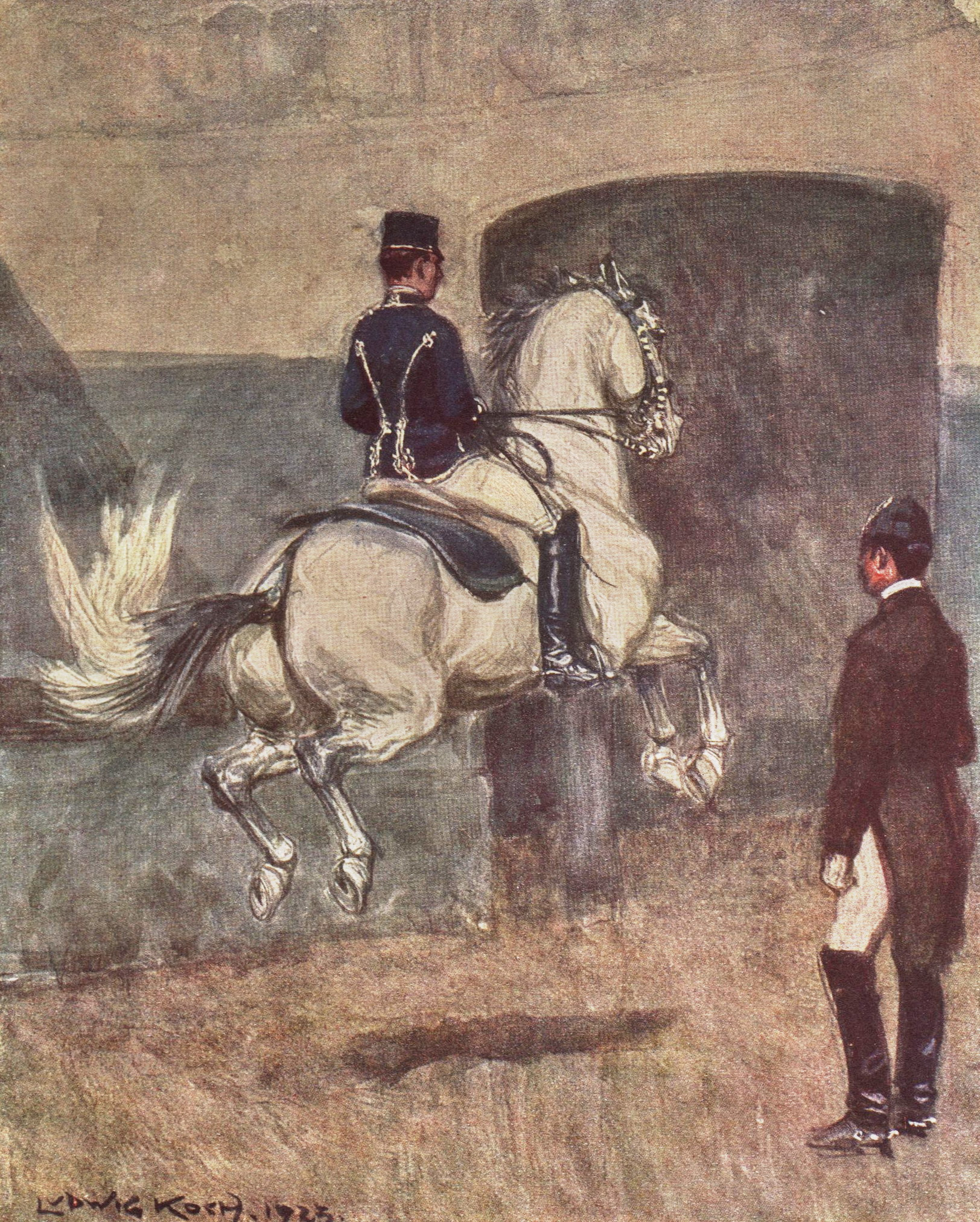
Ballotade
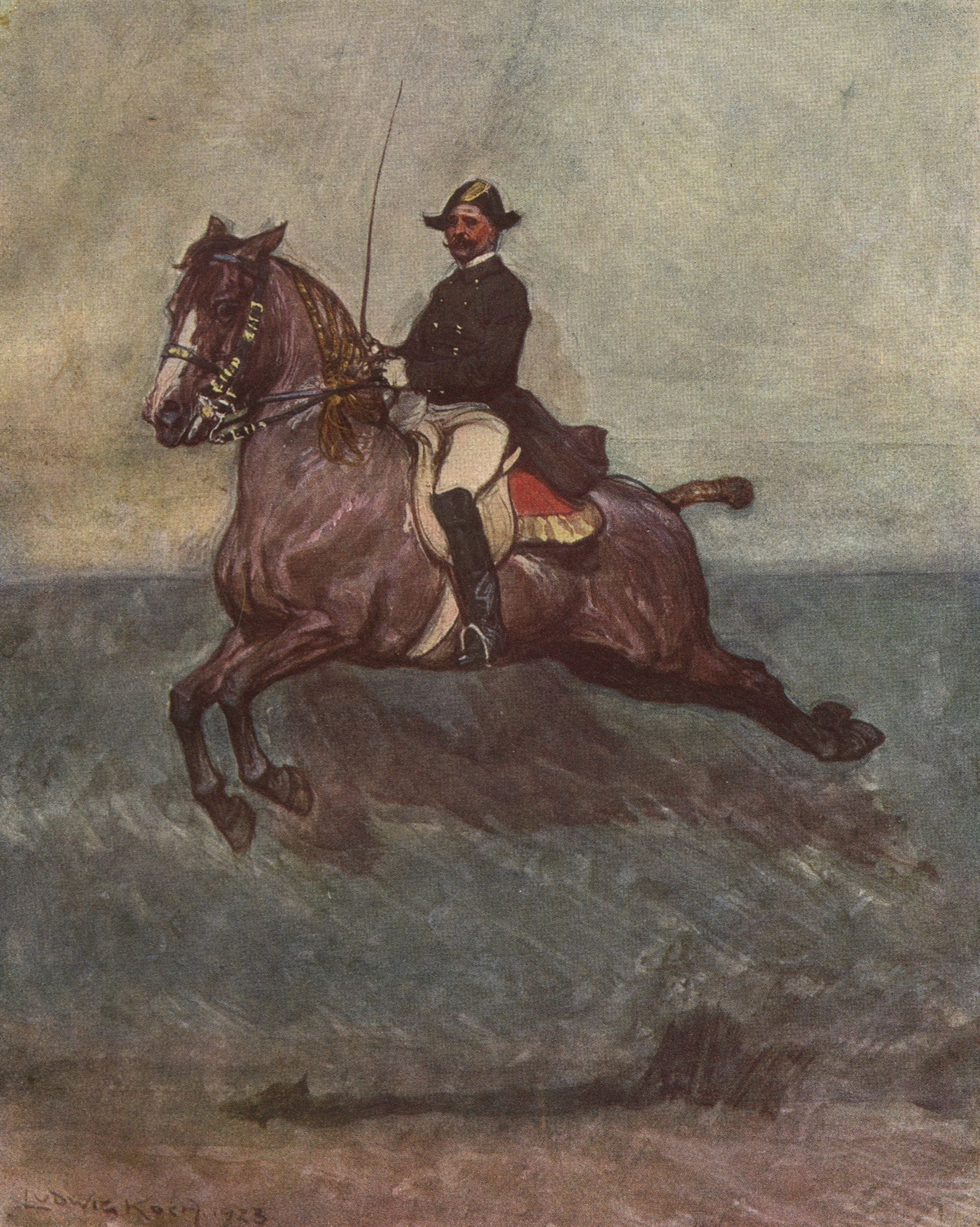
Cabriole

## Influence de l'équitation militaire
L'histoire de l'équitation classique est liée à celle des monarques et des cours dont elle contribuait au prestige. Elle servait le plaisir des seigneurs dont elle était le privilège quasiment exclusif et enrichissait l'art militaire. L'équilibre acquis au manège leur permettait de trouver des solutions aux problèmes équestres dans les situations les plus délicates. Ceci impliquait de longues années de travail pour les hommes et pour les chevaux, qui tous devaient montrer des qualités exceptionnelles.
La modernisation des tactiques de la cavalerie et le caractère nouveau des affrontements conduisit à une séparation des genres et de l'instruction. Les académies d'équitation strictement militaires furent créées à la fin du XVIIIe siècle. Cette rupture se justifiait dans la mesure où les écuyers militaires, qui étaient chargés de l'instruction des hommes de troupe et de leurs cadres, continuaient à puiser leur savoir aux sources de l'équitation classique. Après l'abolition des Écoles de l'ancien régime en 1793, la Restauration ne rétablira que les Écoles Militaires. La pratique de l'équitation savante sera proscrite des écoles de cavalerie française jusqu'en 1875 quand le général Lhotte fut nommé commandant de l'École de Saumur.